# Terezinha Fernandes
Terezinha das Neves Pereira, mais conhecida como Terezinha Fernandes (Barreirinhas, 29 de outubro de 1955) é uma professora e política brasileira. Ela foi primeira-dama de Imperatriz (2001–2005), deputada federal (2003–2007). Em 2006, Terezinha foi candidata a vice-governadora, pelo PT, na chapa do ex-ministro do STJ, Edson Vidigal. 